# Port de Nieuport
 (janvier 2023).
Si vous disposez d'ouvrages ou d'articles de référence ou si vous connaissez des sites web de qualité traitant du thème abordé ici, merci de compléter l'article en donnant les références utiles à sa vérifiabilité et en les liant à la section « Notes et références ».
Le port de Nieuport (en néerlandais: Haven van Nieuwpoort), est un port maritime de la Côte belge et desservant la ville de Nieuport, située dans la province de Flandre-Occidentale.

## Description
C'est un port de pêche et de plaisance. Il est doté du « Eurojachthaven » (port de plaisance européen) situé en aval du port de pêche et géré par trois yacht-clubs totalisant environ 2000 emplacements de mouillage. Nieuport possède ainsi le plus grand port de plaisance d’Europe du Nord.
Nieuport possède aussi un port de plaisance pour bateaux à moteur de navigation fluviale, à hauteur du bassin de retenue, d’une capacité d’environ 200 emplacements de mouillage. Sa situation au carrefour de voies navigables garantissent un accès direct à Furnes, Dixmude, Gand et Bruges. Son phare mesure 29 mètres de haut. Il clignote à une fréquence de 2 fois rouge par dix secondes.

## Situation
Le port est situé à l'embouchure de l'Yser.

## Connexions
Le port de Nieuport est relié au réseau fluvial belge par les canaux suivants : 
- Canal Nieuport-Dunkerque ;
- Canal Plassendale-Nieuport.

## Monuments et édifices
- Le phare de Nieuport
- Le monument au Roi Albert Ier

## Photographies

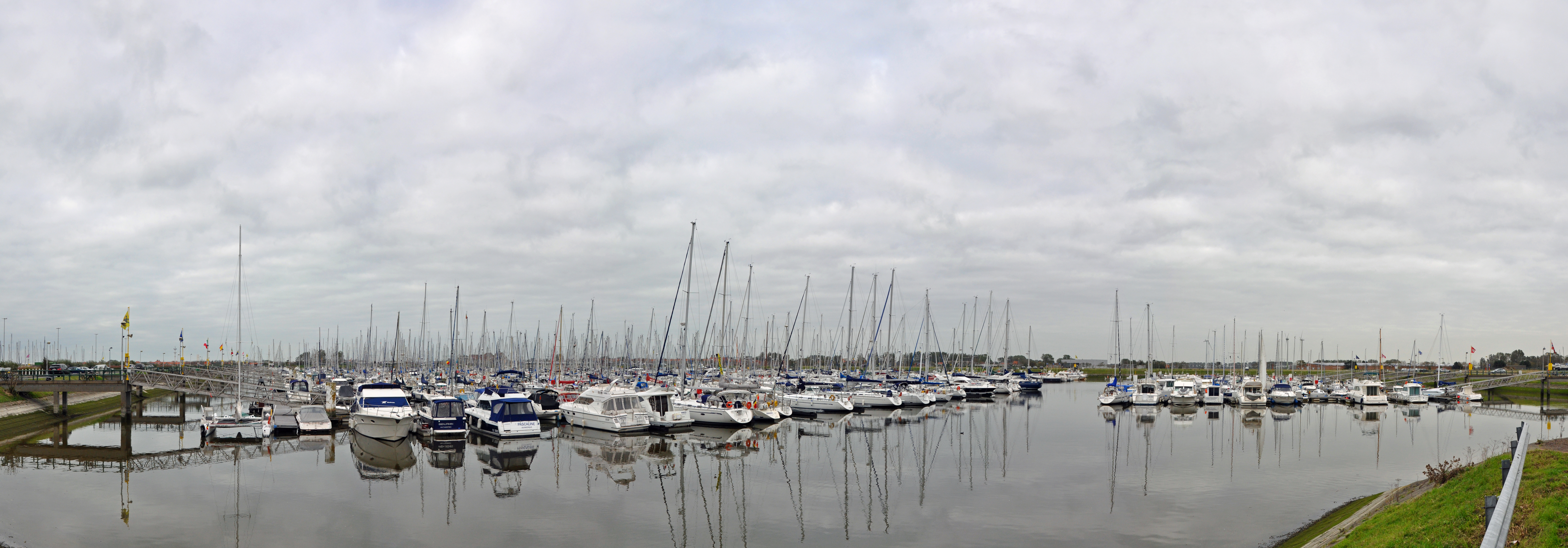
Le port de plaisance.
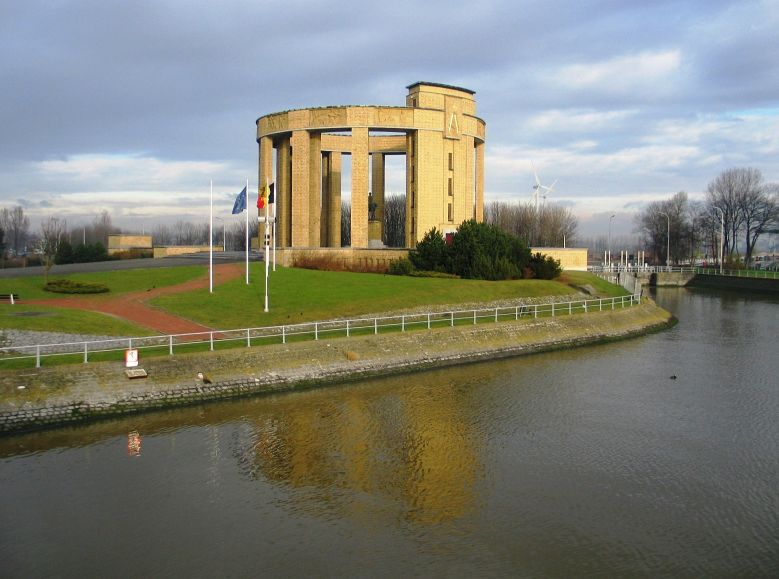
Le monument au Roi Albert Ier.
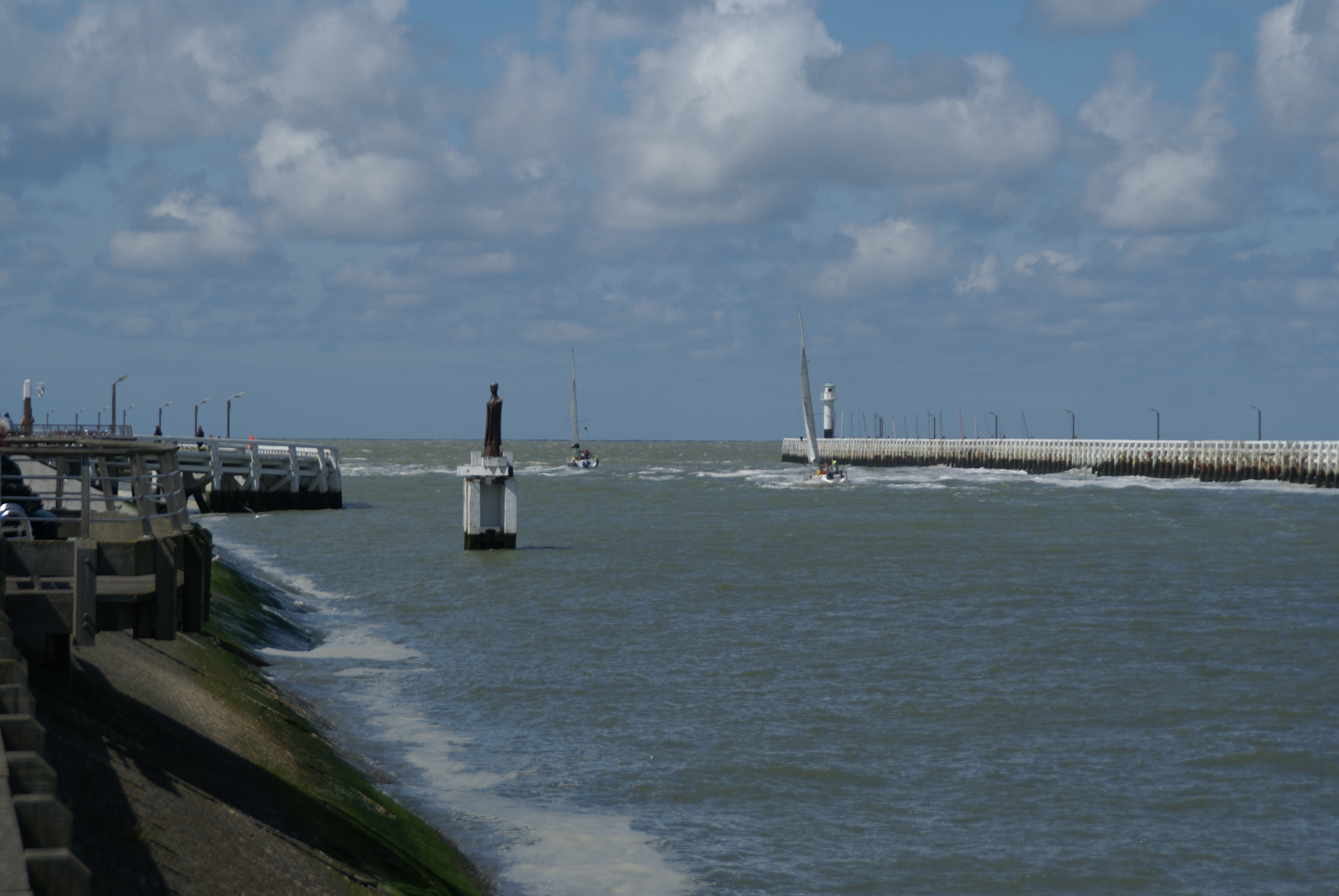
L'embouchure de l'Yser.
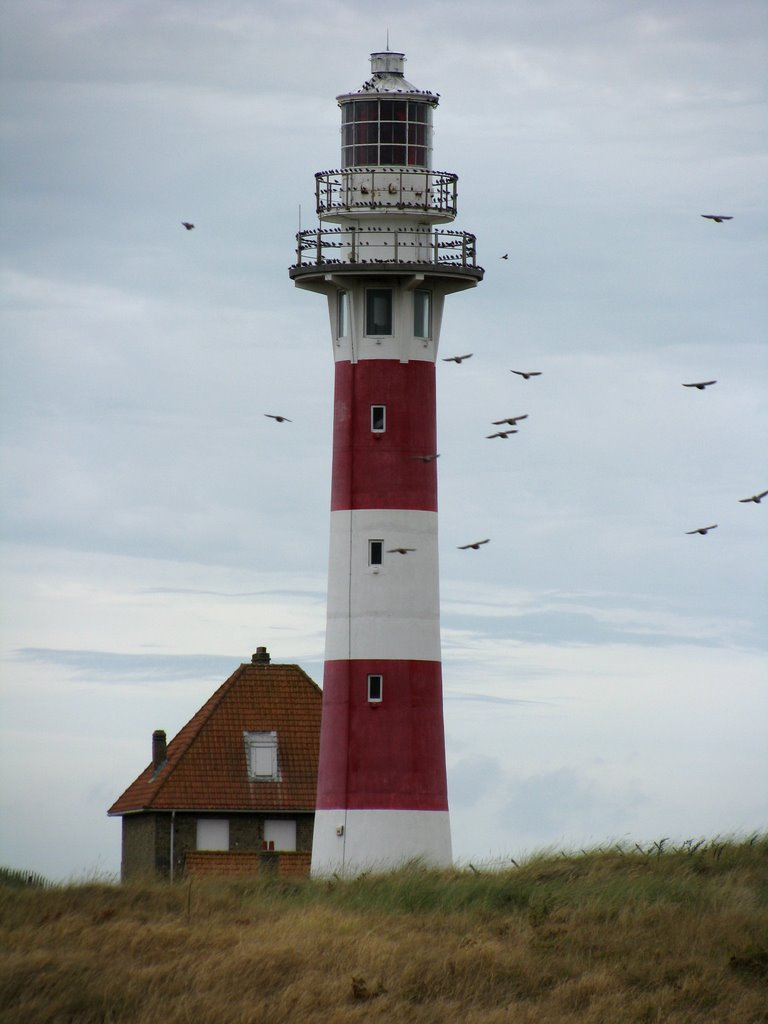
Le phare de Nieuport.
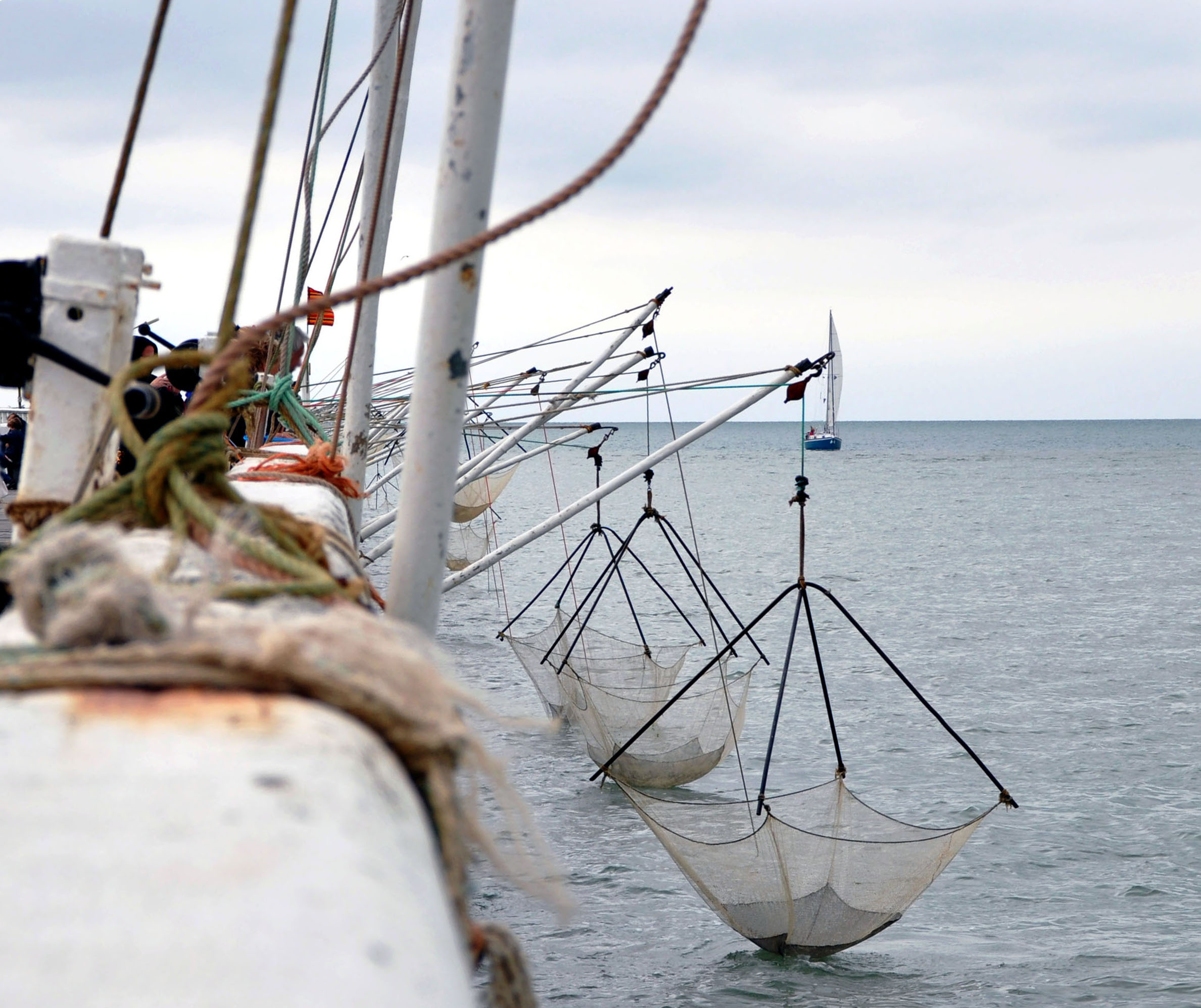
Pêche au carrelet sur une jetée à l'entrée du port.